# Euharpyia ahazicha
Euharpyia ahazicha är en fjärilsart som beskrevs av William Schaus 1937. Euharpyia ahazicha ingår i släktet Euharpyia och familjen tandspinnare. Inga underarter finns listade i Catalogue of Life.